# Phytocoris angustifrons
Phytocoris angustifrons är en insektsart som beskrevs av Knight 1926. Phytocoris angustifrons ingår i släktet Phytocoris och familjen ängsskinnbaggar. Inga underarter finns listade i Catalogue of Life.